# Station Będów
Station Będów is een spoorwegstation in de Poolse plaats Będów.